# Lujza Ferdinanda spanyol infánsnő
Mária Lujza Ferdinanda (spanyolul: María Luisa Fernanda, franciául: Louise-Fernande; Madrid, Spanyol Királyság, 1832. január 30. – Sevilla, Spanyol Királyság, 1897. február 2.), Bourbon-házból származó spanyol infánsnő, házassága révén Montpensier, valamint Galliera és Orléans hercegnéje.
Lujza Ferdinanda volt VII. Ferdinánd spanyol király és Mária Krisztina királyné második leánya, a későbbi II. Izabella királynő testvére. 1846-ban házasodott össze I. Lajos Fülöp francia király fiával, Antoine d’Orléans, Montpensier hercegével, akitől kilenc gyermeke született, köztük a későbbi Mária de las Mercedes, aki XII. Alfonz spanyol király felesége lett. A hercegné hatvanöt éves korában hunyt el Spanyolországban, nyughelye az El Escorial-i királyi kolostorban található.

## Családja

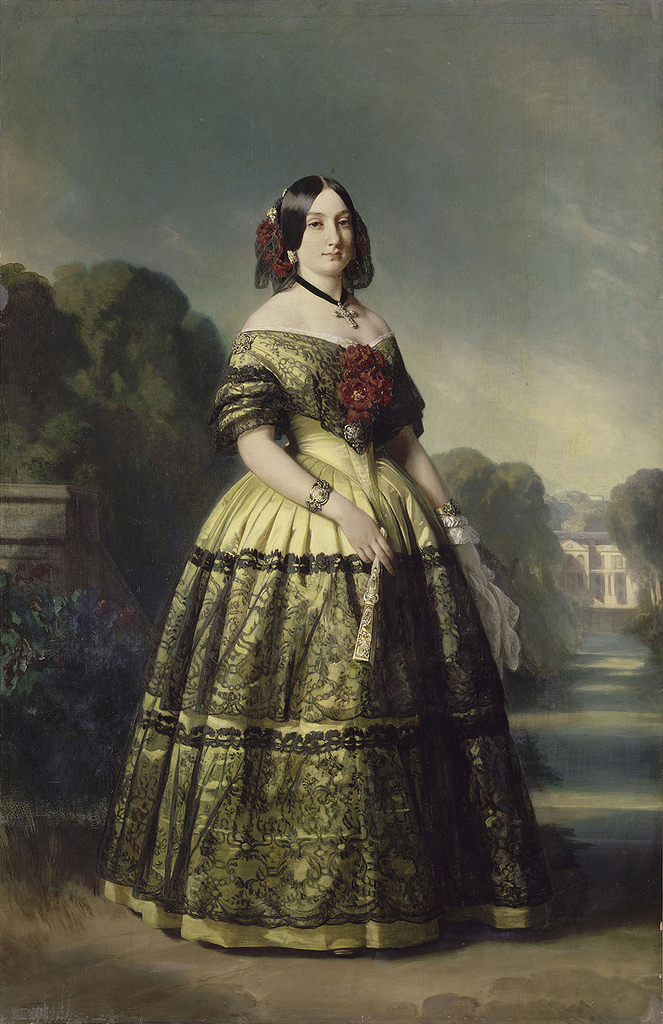
Lujza Ferdinanda infánsnő Franz Xaver Winterhalter portréján (Versailles-i kastély, 1847.)

Lujza Ferdinanda infánsnő 1832. január 30-án született Madridban, a királyi palotában, a Bourbon-ház spanyol ágának tagjaként. Apja VII. Ferdinánd spanyol király, aki IV. Károly király és Parmai Mária Lujza királyné fia volt. Édesanyja szintén a Bourbonok közül, annak szicíliai ágából származó Mária Krisztina királyné volt, I. Ferenc nápoly–szicíliai király és Spanyolországi Mária Izabella királyné leánya. Szülei közeli rokoni kapcsolatban álltak, apja volt anyja nagybátyja.
Az infánsnő volt szülei két gyermeke közül a második, egyben a legifjabb leány is. Nővére, a későbbi II. Izabella spanyol királynő, apjuk örököse volt a spanyol trónon. Miután édesapjuk Lujza Ferdinanda egyéves korában, 1833-ban elhunyt, a Spanyol Királyság régense édesanyja, Mária Krisztina királyné lett. Édesanyja még apja halála évében morganatikus házasságot kötött testőrével, Agustín Fernando Muñozzal. Házasságukból további nyolc féltestvére származott az infánsnőnek.

## Házassága és gyermekei
Lujza Ferdinanda férje az Orléans-házból (a Bourbon-dinasztia egyik oldalágából) való Antoine d’Orléans, Montpensier hercege lett. A herceg volt I. Lajos Fülöp francia király és Bourbon–Szicíliai Mária Amália királyné (I. Ferdinánd nápoly–szicíliai kettős király leányának) gyermeke. Házasságukra 1846. október 10-én került sor Madridban, Lujza Ferdinanda infánsnő tizennégy és Antoine herceg huszonkét éves korában. Kettejük kapcsolatából összesen kilenc gyermek született:
1. Mária Izabella hercegnő (1848. szeptember 21. – 1919. április 23.), Philippe d’Orléans, Párizs grófjának felesége
2. Mária Amália hercegnő (1851. augusztus 28. – 1870. november 11.), egyedülállóként és gyermektelenül hunyt el
3. Mária Krisztina hercegnő (1852. október 29. – 1879. április 27.), XII. Alfonz spanyol király jegyese, ám korán elhunyt
4. Mária de la Regla hercegnő (1856. október 9. – 1861. július 25.), gyermekekként meghalt
5. Ferdinánd Mária Fülöp herceg (1859. május 29. – 1873. december 3.), fiatal korában, himlőben hunyt el
6. Mária de las Mercedes hercegnő (1860. június 24. – 1878. június 26.), XII. Alfonz hitveseként spanyol királyné
7. Fülöp Rajmund Mária herceg (1862. május 12. – 1864. február 13.), gyermekként meghalt
8. Antal Mária Lajos herceg (1866. február 23. – 1930. december 24.), Galliera hercege
9. Lajos Mária Fülöp herceg (1867. április 30. – 1874. május 21.), gyermekként meghalt

## Titulusai
- 1832. január 30. – 1846. október 10.: Ő királyi fensége Lujza Ferdinanda spanyol infánsnő
- 1846. október 10. – 1890. február 4.: Ő királyi fensége a Montpensieri hercegné
- 1890. február 4. – 1897. február 2.: Ő királyi fensége az Özvegy Montpensieri hercegné